# Hyllisia antennata
Hyllisia antennata är en skalbaggsart som först beskrevs av Fabricius 1801.  Hyllisia antennata ingår i släktet Hyllisia och familjen långhorningar.
Artens utbredningsområde är:
- Botswana.
- Burundi.
- Kenya.
- Lesotho.
- Malawi.
- Moçambique.
- Rwanda.
- Zimbabwe.

Inga underarter finns listade i Catalogue of Life.